# Егорова, Мария Васильевна
Мари́я Васи́льевна Его́рова (16 января 1906 — 1 февраля 1979) — доярка, передовик сельского хозяйства в СССР, Герой Социалистического Труда (1950).

## Биография
Родилась в селе Саметь (ныне — Костромского района Костромской области) в крестьянской семье. Получила начальное образование. С 12-летнего возраста начала трудовую деятельность.
В 1930 году вступила в местный колхоз «12-й Октябрь». С того времени и до выхода на пенсию в 1959 году работала дояркой с коровами Костромской породы. В 1949 году получила от 8 коров в среднем по 192 кг молочного жира за год.
Жила в родном селе, где и похоронена.

## Награды
Указом Президиума Верховного Совета СССР от 16 августа 1950 года за достижение высоких показателей в животноводстве в 1949 году Егоровой Марии Васильевне присвоено звание Героя Социалистического Труда с вручением ордена Ленина и золотой медали «Серп и Молот» (№ 5501).
Также награждена двумя орденами Трудового Красного Знамени (23.07.1948, 04.07.1949) и медалями.